# Gustavo León Morales
Gustavo Andrés León Morales (Valparaíso, Chile, 19 de marzo de 1988) es un futbolista chileno. Juega de mediocampista y actualmente está sin club.

## Trayectoria
Formado en las inferiores de Huachipato, comenzó su carrera futbolística en el año 2008 debutando en el primer equipo en el torneo de apertura de ese año, en el segundo semestre juega por Deportes Santa Cruz, a finales de ese año se transforma en refuerzo de Deportes Ovalle. El 17 de febrero de 2009, Deportes Ovalle logró un histórico subcampeonato en la Copa Chile 2008-09, luego de perder 1-2 ante Universidad de Concepción. En el año 2010 llega a San Antonio Unido, el año 2012 parte a Deportes Melipilla, el 2013 Iberia se hace de sus servicios, para el segundo semestre de ese año llega a Trasandino, donde estuvo un año, retornando a Iberia
Después de 3 años en el cuadro angelino, no se le renovó el contrato al mediocampista y partió a San Marcos de Arica.

## Clubes
| Club                       | País  | Año       |
| -------------------------- | ----- | --------- |
| Huachipato                 | Chile | 2008      |
| Deportes Santa Cruz        | Chile | 2008      |
| Deportes Ovalle            | Chile | 2009-2010 |
| San Antonio Unido          | Chile | 2010-2011 |
| Deportes Melipilla         | Chile | 2012      |
| Iberia                     | Chile | 2013      |
| Trasandino                 | Chile | 2013-2014 |
| Iberia                     | Chile | 2014-2017 |
| San Marcos de Arica        | Chile | 2017-2018 |
| Independiente de Cauquenes | Chile | 2019      |